# Снегов, Сергей Александрович
Серге́й Алекса́ндрович Сне́гов (при рождении — Серге́й Александрович Козерюк, позже по паспорту Сергей Ио́сифович Штейн; 5 августа 1910, Одесса — 23 февраля 1994, Калининград) — советский писатель-фантаст и популяризатор науки, инженер.

## Биография
Отец Снегова, А. И. Козерюк, большевик-подпольщик, а в 1920-е годы — заместитель начальника Ростовской ЧК, оставил семью, и мать, Зинаида Сергеевна, вторично вышла замуж за одесского журналиста Иосифа Штейна.
Сергей Козерюк, по фамилии отчима, его усыновившего, Сергей Штейн, (литературный псевдоним — Сергей Снегов) окончил Одесский химико-физико-математический институт. В начале 1930-х специальным приказом наркома просвещения Украины, продолжая учиться, он был назначен на должность доцента кафедры философии, однако в его лекциях было усмотрено отклонение от ортодоксального марксизма.
В 1930-е годы работал инженером на ленинградском заводе «Пирометр».
Арестован в июне 1936 года, осуждён на десять лет ИТЛ, сидел на Соловках и в Норильлаге. В заключении познакомился с историком и географом Л. Н. Гумилёвым и астрономом Н. А. Козыревым. Освобождён в июле 1945 года, с 1951 по 1954 год – ссылка в Норильске, в 1955 году полностью реабилитирован.
После освобождения жил в Норильске, работал на Норильском горно-металлургическом комбинате.
В 1956 году переехал в Калининград, где жил с семьёй до самой смерти.
Похоронен на старом городском кладбище Калининграда (проспект Мира).

## Семья
- Первая жена — Фира (Эсфирь) Яковлевна Вайнштейн (двоюродная сестра детской писательницы Сусанны Георгиевской). Дочь Наталья Штейн.
- Вторая жена — Галина Николаевна Ленская. Дети — Евгений и Татьяна[4].

## Литературная деятельность
Первые публикации Снегова относятся к концу 1950-х, а его первая научно-фантастическая публикация — повесть «Тридцать два обличья профессора Крена» (1964).
Одно из самых известных произведений Снегова — выполненная в духе «космической оперы» эпическая трилогия о далёком будущем «Люди как боги»: «Галактическая разведка» (1966), «Вторжение в Персей» (1968), «Кольцо обратного времени» (1977). Эта трилогия, хотя и вызвавшая споры, считается одним из самых масштабных и значительных утопических произведений в советской фантастике 1960—1970-х годов. Сам автор для широкой аудитории, во избежание очередных научных гонений, называл это произведение «мягкой» пародией одновременно на «космическую оперу» и на библейские тексты.
Менее известны другие фантастические произведения Снегова — например, «фантастические детективы» о братьях Рое и Генрихе Васильевых («Посол без верительных грамот» и др.).
Среди нефантастических произведений Снегова — повести о советских физиках-ядерщиках «Прометей раскованный» и «Творцы», автобиографические рассказы и воспоминания о жизни в Норильске и о лагерных годах («В середине века» и др.).
Последний фантастический роман Снегова «Диктатор», который вышел после смерти писателя, больше внимания уделяет не научно-техническим, а социально-политическим проблемам. Хотя действие происходит на вымышленной планете, в романе без труда угадываются аналогии с русской историей XX века. После распада великой Империи к власти пришёл Диктатор — полковник Гамов, интеллектуал и пророк, подчинивший всю планету...
Издательство «Терра Балтика» (Калининград) опубликовало двухтомный роман-воспоминание Снегова «Книга бытия». В этой книге Снегов не только воссоздаёт основные события своей жизни (вплоть до ареста в 1936 году), но и размышляет об эпохе, обобщая примечательные факты как своей жизни, так и жизни людей, которых он знал.

## Награды и премии
- Лауреат премии «Аэлита» (1984).
- Член СП СССР (1959).
- Награждён орденом «Знак Почёта» (1980).

## Интересные факты
Переводчица Галина Усова в книге "Келломяки, колокольная гора" вспоминает: «Снегов говорил, что Анатолий Рыбаков в романе «Дети Арбата» и в последующем произведении этой серии в одном из персонажей изобразил его. После тюремной отсидки Снегов попал в Северный лагерь (отсюда и псевдоним!), где познакомился со Львом Николаевичем Гумилёвым. Он рассказывал, что однажды зэки устроили в своей среде поэтический конкурс. Он, Снегов, занял первое место. Гумилёв, занявший второе, очень обиделся на Снегова.
— Это же неправильно, — горячился Гумилёв. — Ну подумайте сами — какой же вы писатель? Вы ведь учёный, а писатель — это я!
— Нет, Лев Николаевич, — возражал Снегов. — Всё как раз наоборот: это вы учёный, а писатель — это я!»

## Память

Могила Сергея Снегова на старом кладбище Калининграда

- Именем С. А. Снегова названа библиотека на улице 9 Апреля в Калининграде.[4]
- В 1994 году именем писателя назван бульвар в Ленинградском районе Калининграда.[7]
- В 1999 году на доме № 34 по ул. 9 Апреля, где Снегов прожил последние 20 лет, установлена памятная доска.[7]

### Публикации в журналах
- «Новый мир»:
  - В полярной ночи, 1957, № 4-7
  - Взрыв, 1958, № 9
- «Знамя»
  - Вариант Пинегина, 1962, № 11
  - В поисках пути, 1961, № 10
  - Иди до конца, 1962, № 4-5
  - «Невезучее судно», «На крыле урагана», № 1968
  - Творцы, № 3-5
- «Нева»
  - Над нами полярное сияние, 1973, №-5
- «Дружба народов»
  - Весна ждать не будет, 1968, №11

### Публикации в газетах
- «Литературная Россия»
  - Собрание без президиума, 1970, декабрь

### Статьи о Снегове
- С.Снегов «Феномен фантастики» (Статья С.Снегова о фантастике, написанная специально для журнала «Одессей») //«Одессей», № 2, Одесса, 1993
- Снегов С. А. : [некролог] // Калинингр. правда. — 1994. — 26 февр. — C. 8 : портр.
- Сухова С. Сергей Снегов : «я встретил жизнь улыбкой» // Калинингр. правда. — 1994. — 8 окт. — C. 2.
- Горбачёва Н. Н. Знакомьтесь, поэт… Снегов : [о поэтич. творчестве писателя С. Снегова под псевдонимом «А. Танев»] // Свобод. зона. — 1995. — 20 янв. — C. 5.
- Горбачёва Н. Н. Комиссия по творческому наследию Сергея Снегова приступила к работе // Свобод. зона. — 1995. — 22 февр. — C. 2.
- Горбачёва Н. Н. Сергей Снегов в Интернете // Калинингр. правда. — 1998. — 4 авг. — C. 1.
- Дарьялов А. Об авторе с пристрастием // Снегов С. А. Люди и призраки : науч.-фантаст. повести / С. А. Снегов. — Калининград, 1993. — С. 5-6.
- Зверева Н. Утверждая гуманизм : (об авт. и его книгах) // Снегов С. А. Люди как боги : науч.-фантаст. роман / С. А. Снегов. — М., 1986. — С. 601—606.
- Ляско К. Космодром в Одессе : [беседа с С. А. Снеговым] // Кн. обозрение. — 1998. — № 37. — С. 9-10.
- Оралбеков Б. «Не диктатор» Сергей Снегов // Свобод. зона. — 1998. — 29 мая. — C. 7.
- Г. Прашкевич. Сергей Снегов // Г. Прашкевич. [fictionbook.ru/author/gennadiyi_prashkevich/krasniyyi_sfinks/ Красный сфинкс]. — Свиньин и сыновья, 2007. — ISBN 978-5-98502-054-0.
- Окулов В. «Мне нечего стыдиться…» // «Если» №10/2010
- Снегов Сергей Александрович // Писатели Енисейской губернии и Красноярского края : справочник / Гос. универ. науч. б-ка Краснояр. края ; авт.-сост. Ксения Похабова, Екатерина Сироткина ; авт. вступ. ст. Галина Спиридонова ; рук. проекта Оксана Андроненко, Юрий Кирюшин. – Красноярск : РАСТР, 2015. – С. 232-233.
- Щеглов-Норильский, С. Физик Штейн, он же писатель Снегов / Сергей Щеглов-Норильский // О времени, о Норильске, о себе... : воспоминания / [ред.-сост. Г. И. Касабова]. – Москва : ПолиМЕдиа, 2010. – [Кн. 11]. – С. 409-412.
- Снегов (Козерюк, по отчиму - Штейн) Сергей Александрович // Литераторы Норильска : библиографический справочник / редкол.: Т. Н. Гришаева и др. ; сост. Н. В. Рязанцева [и др.]. – Норильск : АПЕКС, 2009. – С. 123-125.
- Полушин, Д. Вспомнить всех поименно : о малоизвестных поэтах и писателях Норильлага / Дмитрий Полушин // Енисей. – 2001. – № 221/222. – С. 180-189.
- Львов, А. Фантастический детектив о реальной жизни» / А. Львов // «Красноярский рабочий». – 1991. – 14 мая. – С. 3.
- Шимохина, М. Заметки о творчестве Сергея Снегова / М. Шимохина // Енисей. – 1961. – № 4. – С. 125-128.